# Sebastian Prüsener
Sebastian Prüsener (* 26. Mai 1982 in München) ist ein deutscher Volleyball- und Beachvolleyballspieler.

## Karriere

### Hallen-Volleyball
Prüsener spielte zunächst Tischtennis in Ottobrunn. Der gebürtige Münchener begann seine Volleyball-Karriere 1990 beim TSV Unterhaching als Außenangreifer. Sechs Jahre später wechselte er zum ASV Dachau, ehe er 2000 wieder zu den Hachingern zurückkehrte. 2002 wurde der TSV mit Prüsener Dritter der deutschen Meisterschaft und ein Jahr später erreichte der Verein zum ersten Mal das Finale im DVV-Pokal, das gegen den VfB Friedrichshafen verloren ging. Anschließend sollte Prüsener als Libero in die Nationalmannschaft berufen werden, aber wegen eines Streits mit dem damaligen Bundestrainer Stelian Moculescu und der Belastung durch das Abitur verzichtete er auf die Länderspiele.
2004 wurde Prüsener in seiner ersten Saison beim SCC Berlin gleich deutscher Meister. Vier Jahre später sorgte eine schwere Verletzung für eine Wende in seiner Karriere. Im zweiten Playoff-Finale der Saison 2007/08 gegen Friedrichshafen erlitt er mehrere Bänderrisse und einen Knöchelbruch am linken Fuß, was ihn zu einer monatelangen Pause zwang. Er wechselte zum benachbarten Erstligisten Netzhoppers Königs Wusterhausen und spielte dort nach seiner Reha als Libero. Im Sommer 2010 war er auch in der Nationalmannschaft aktiv und nahm an der Weltliga sowie der Weltmeisterschaft in Italien teil. Nach den internationalen Einsätzen wollte er die Netzhoppers verlassen, fand aber keinen neuen Verein und blieb deshalb noch eine Saison in Brandenburg. 2011 kehrte er wieder nach Haching zurück und wurde Nachfolger von Ferdinand Tille. Mit den Hachingern wurde er 2012 Deutscher Vizemeister und 2013 DVV-Pokalsieger. Danach wechselte Prüsener zum Zweitligaaufsteiger TSV Herrsching, mit dem er nach einem dritten Platz 2013/14 in der zweiten Bundesliga Süd ins deutsche Oberhaus aufstieg. Nach einer Bundesligasaison mit Herrsching beendete Prüsener 2015 seine Volleyballkarriere.
Sebastian Prüsener tauchte jahrelang regelmäßig in den Ranglisten des deutschen Volleyballs auf Spitzenplätzen der Positionen Annahme, Abwehr und Libero auf.

### Beachvolleyball
Neben seiner Karriere in der Halle spielte Prüsener im Sommer auch Beachvolleyball. Zunächst bildete er ab 2004 ein Duo mit Jan Günther. 2006 gewannen Prüsener/Günther ihr erstes Turnier in Köln. Im folgenden Jahr feierten sie ihre größten Erfolge im Sand. Bei der Smart Beach Tour gewannen sie die Turniere in Norderney und Bonn und bei der Deutschen Meisterschaft in Timmendorfer Strand erreichten sie den vierten Platz. 2011 spielte Prüsener mit Manuel Rieke. Ihre besten Ergebnisse waren zwei fünfte Plätze bei deutschen Turnieren.